# Dokaben (manga)
Pour l’article homonyme, voir Dokaben.
Dokaben (ドカベン) est un manga de baseball de Shinji Mizushima, publié dans le Weekly Shonen Champion magazine du 14 avril 1972 au 27 mars 1981. Il a ensuite été adapté en anime du même nom.
Un dokaben (どか弁) est une sorte de bentō que le protagoniste, Taro Yamada, aime manger.

## Synopsis
Dokaben raconte l'histoire de Taro Yamada et de ses coéquipiers Iwaki, Tonoma, et Satonaka. L'action se base principalement sur leur activité en tant qu'équipe de baseball lycéenne.
La série Dokaben se poursuit dans Dai Koushien, Dokaben (Pro Baseball) et Dokaben (Super Stars).

## Personnages

### Meikun High School baseball team

#### Génération de Yamada
Taro Yamada (山田太郎,, Yamada Tarō)
Voix japonaise : Hideyuki Tanaka
Position: Catcher
Masami Iwaki (岩鬼正美,, Iwaki Masami)
Voix japonaise : Tessho Genda
Position: Third baseman
Kazuto Tonoma (殿馬一人,, Tonoma Kazuto)
Voix japonaise : Kaneta Kimotsuki
Position: Second baseman
Satoru Satonaka (里中智,, Satonaka Satoru)
Voix japonaise : Akira Kamiya
Position: Pitcher
Santaro Hohoemi (微笑三太郎,, Hohoemi Santarō)
Voix japonaise : Yoshito Yasuhara
Position: Catcher, Left fielder

#### Étudiants plus jeunes/plus vieux
Sho Doigaki (土井垣将,, Doigaki Shō)
Voix japonaise : Katsuji Mori
Position: Catcher, First baseman
Tetsuji Yamaoka (山岡鉄司,, Yamaoka Tetsuji)
Voix japonaise : Shigeru Chiba
Position: Center fielder
Mitsuo Kita (北満男,, Kita Mitsuo)
Voix japonaise : Kazuomi Ikeda
Position: Right fielder
Koichi Ishige (石毛幸一,, Ishige Kōichi)
Voix japonaise : Bungo Nakano
Position: Shortstop
Keiichi Nagisa (渚圭一,, Nagisa Keiichi)
Voix japonaise : Toshio Furukawa
Position: Pitcher
Tomoaki Takashiro (高代智秋,, Takashiro Tomoaki)
Voix japonaise : Yū Mizushima
Position: Shortstop, Second baseman

#### Manager
Ieyasu Tokugawa (徳川家康,, Tokugawa Ieyasu)
Voix japonaise : Reizou Nomoto
Manager de Meikun High School baseball team

### Famille Yamada
Sachiko Yamada (山田サチ子,, Yamada Sachiko)
Voix japonaise : Minori Matsushima
Petite sœur de Taro, 9 ans.
Ji-chan (じっちゃん)
Voix japonaise : Minoru Yada
Grand-mère de Taro

### Rivaux

#### Kanagawa
Mamoru Shiranui (不知火守,, Shiranui Mamoru)
Voix japonaise : Osamu Ichikawa
Daigoro Unryu (雲竜大五郎,, Unryū Daigorō)
Voix japonaise : Hiroshi Ōtake
Gosuke Domon (土門剛介,, Domon Gōsuke)
Voix japonaise : Mugihito
Goro Tanitsu (谷津吾郎,, Tanitsu Gorō)
Voix japonaise : Yoku Shioya
Gonza Nankai (南海権左,, Nankai Gonza)
Voix japonaise : Setsuo Wakui
Shinji Kobayashi (小林真司,, Kobayashi Shinji)
Voix japonaise : Makio Inoue

#### Kantō
Gosuke Gama (賀間剛介,, Gama Gōsuke)
Voix japonaise : Takeshi Kuwabara
Hayato Kagemaru (影丸隼人,, Kagemaru Hayato)
Voix japonaise : Masane Tsukayama → Michihiro Ikemizu (ep. 82)
Jiro Kinoshita (木下次郎,, Kinoshita Jirō)
Voix japonaise : Haruya Kato
Chuji Kunisada (国定忠治,, Kunisada Chūji)
Voix japonaise : Kaneto Shiozawa
Fumio Ataru (中二美夫,, Ataru Fumio)
Voix japonaise : Ryoichi Tanaka → Takashi Tanaka

#### Japon entier
Sankichi Sakata (坂田三吉,, Sakata Sankichi)
Voix japonaise : Yoshito Yasuhara
Kojiro Inukai (犬飼小次郎,, Inukai Kojirō)
Voix japonaise : Masato Ibu
Takezo Inukai (犬飼武蔵,, Inukai Takezō)
Voix japonaise : Shingo Kanemoto
Tsutomu Ogata (緒方勉,, Ogata Tsutomu)
Voix japonaise : Rokuro Naya
Ryo Inugami (犬神了,, Inugami Ryō)
Voix japonaise : Shun Yashiro
Kazuma Musashibo (武蔵坊数馬,, Musashibō Kazuma)
Voix japonaise : Osamu Saka
Hikaru Yoshitsune (義経光,, Yoshitsune Hikaru)
Voix japonaise : Rokuro Naya

### Autres
Natsuko Natsukawa (夏川夏子,, Natsukawa Natsuko)
Voix japonaise : Yuko Maruyama
Petite amie d'Iwaki
Toshiko Kobayashi (小林稔子,, Kobayashi Toshiko)
Voix japonaise : Mami Koyama
Petite sœur de Shinji Kobayashi